# (2488) Bryan
(2488) Bryan es un asteroide que forma parte del cinturón de asteroides y fue descubierto por el equipo del Indiana Asteroid Program el 23 de octubre de 1952 desde el Observatorio Goethe Link de Brooklyn, Estados Unidos.

## Designación y nombre
Bryan recibió al principio la designación de 1952 UT.
Más tarde se nombró en honor del psicólogo estadounidense William Lowe Bryan (1860-1955), primer presidente de la Universidad de Indiana.

## Características orbitales
Bryan orbita a una distancia media del Sol de 2,265 ua, pudiendo alejarse hasta 2,772 ua y acercarse hasta 1,758 ua. Tiene una inclinación orbital de 6,891° y una excentricidad de 0,2238. Emplea 1245 días en completar una órbita alrededor del Sol.